# Castanotherium hirsutellum
Castanotherium hirsutellum är en mångfotingart som beskrevs av Pocock 1895. Castanotherium hirsutellum ingår i släktet Castanotherium och familjen Zephroniidae. Inga underarter finns listade i Catalogue of Life.